# Ernst Brückner (Jurist)
Ernst Brückner (* 9. Dezember 1909 in Magdeburg; † 1976) war ein deutscher Jurist. Von 1964 bis 1967 war er Vizepräsident des Bundesamtes für Verfassungsschutz.

## Leben
Der promovierte Jurist trat nach der Machtübergabe an die Nationalsozialisten 1933 als Sturmmann in den SA-Nachrichtensturm 212 in Itzehoe ein. 1936 wurde er Mitglied im NS-Rechtswahrerbund, am 30. September 1937 beantragte er die Aufnahme in die NSDAP und wurde rückwirkend zum 1. Mai desselben Jahres aufgenommen (Mitgliedsnummer 5.536.447), ebenfalls 1937 trat er der NSV bei. Ab 1937 war er bei diversen Staatsanwaltschaften tätig, bis er 1939 in Itzehoe Staatsanwalt wurde. Der Generalstaatsanwalt in Kiel sah in einer Beurteilung vom 8. August 1939 bei Brückner „unbedingt die Gewähr, dass er sich stets für den nationalsozialistischen Staat einsetzen wird.“ Von September 1939 bis Frühjahr 1945 war Brückner als Flakoffizier im Zweiten Weltkrieg eingesetzt.
Bei Kriegsende geriet er in alliierte Kriegsgefangenschaft und wurde bis 1946 interniert. Unter dem Decknamen CARPETMAKER half er der CIA, sowjetische Agenten unter den heimkehrenden Kriegsgefangenen aus der Sowjetunion zu entlarven, und fungierte als Berater der CIA gegen sowjetische elektronische Überwachung in West-Deutschland. Nach seiner Entlassung und Entnazifizierung nahm er wieder seine Tätigkeit als Staatsanwalt in Itzehoe auf. In der Bundesrepublik Deutschland leitete er im Bundeskriminalamt von 1952 bis 1964 die Sicherungsgruppe in Bad Godesberg. Vom 1. August 1964 bis zum 30. November 1967 war er Vizepräsident des Bundesamtes für Verfassungsschutz.